# Гургулят
Гургулят (болг. Гургулят) — село в Болгарии. Находится в Софийской области, входит в общину Сливница. Население составляет 29 человек.

## Галерея

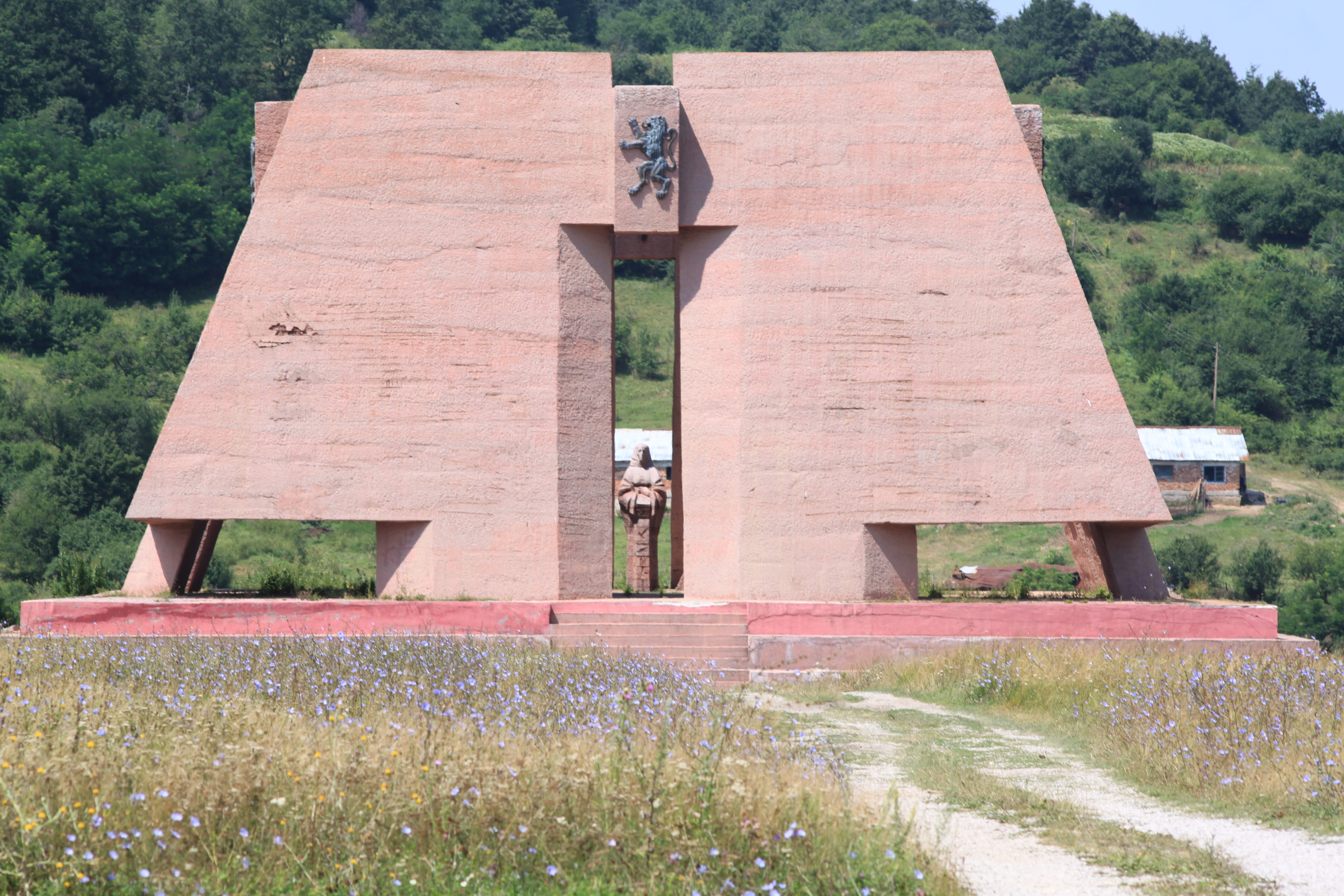
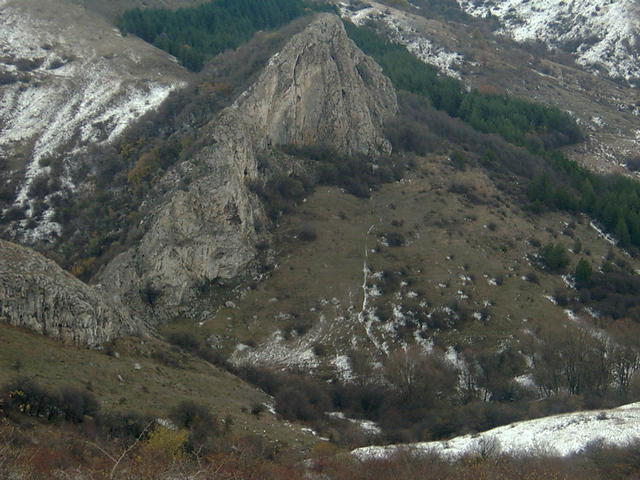
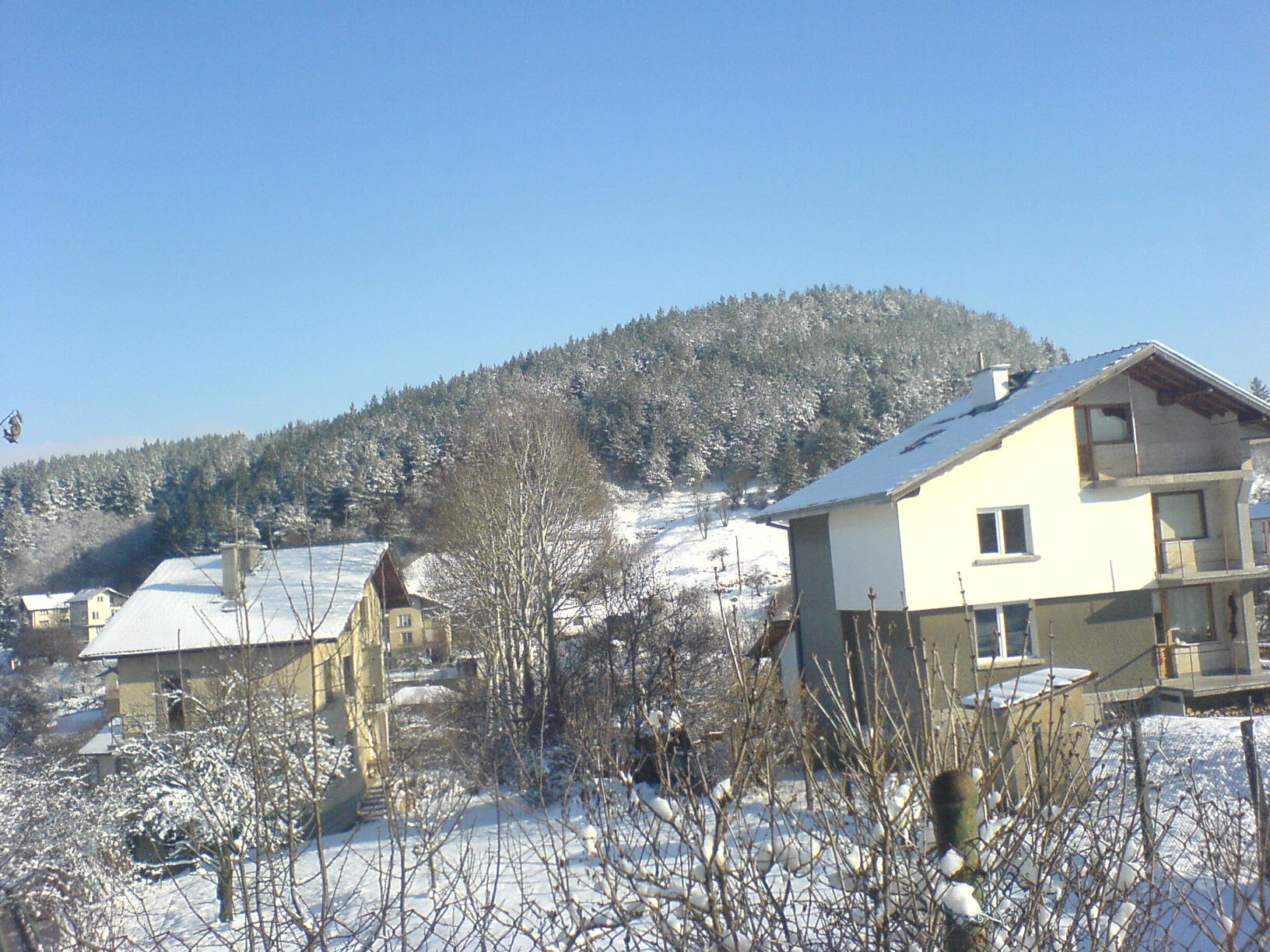
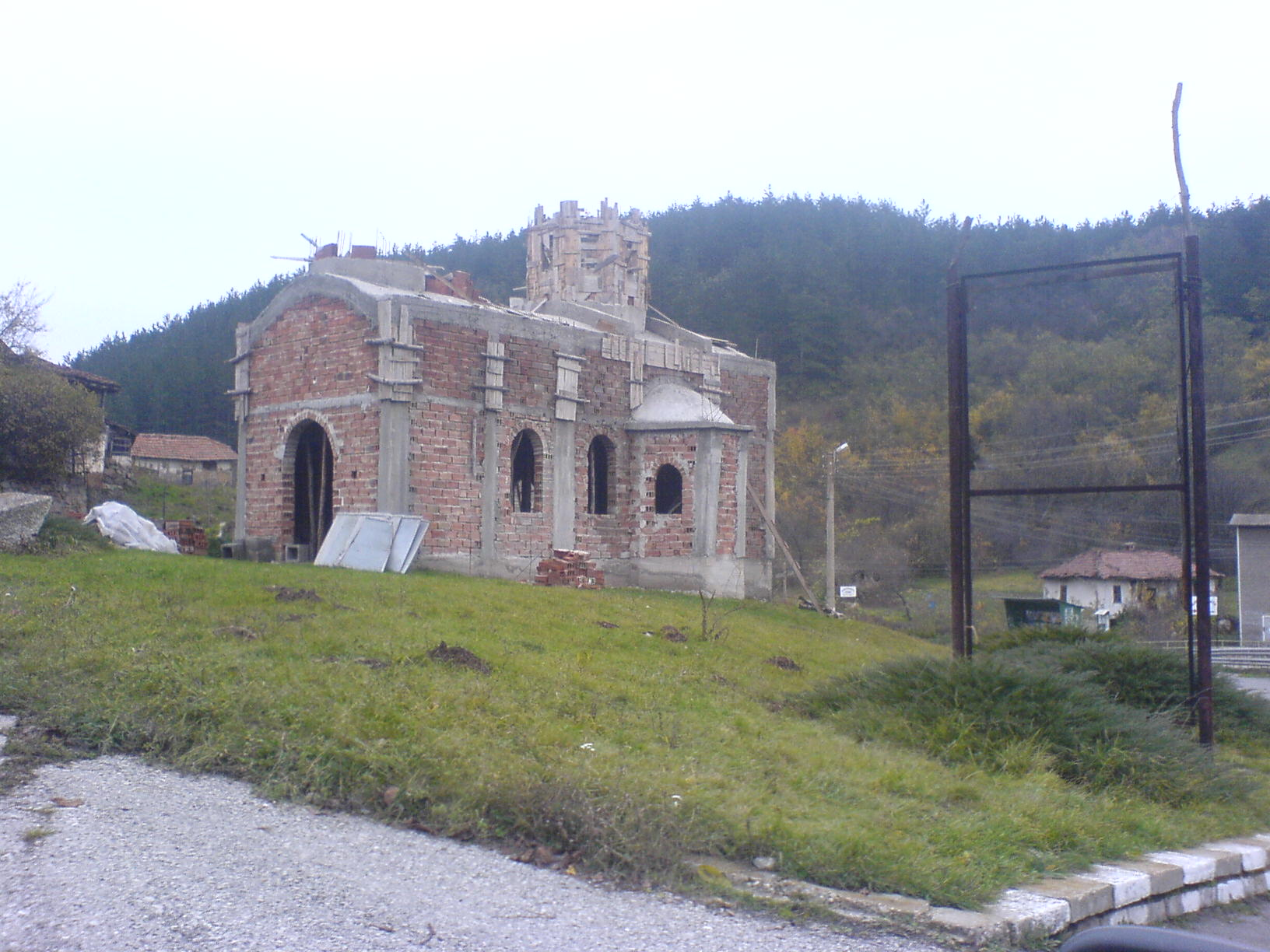
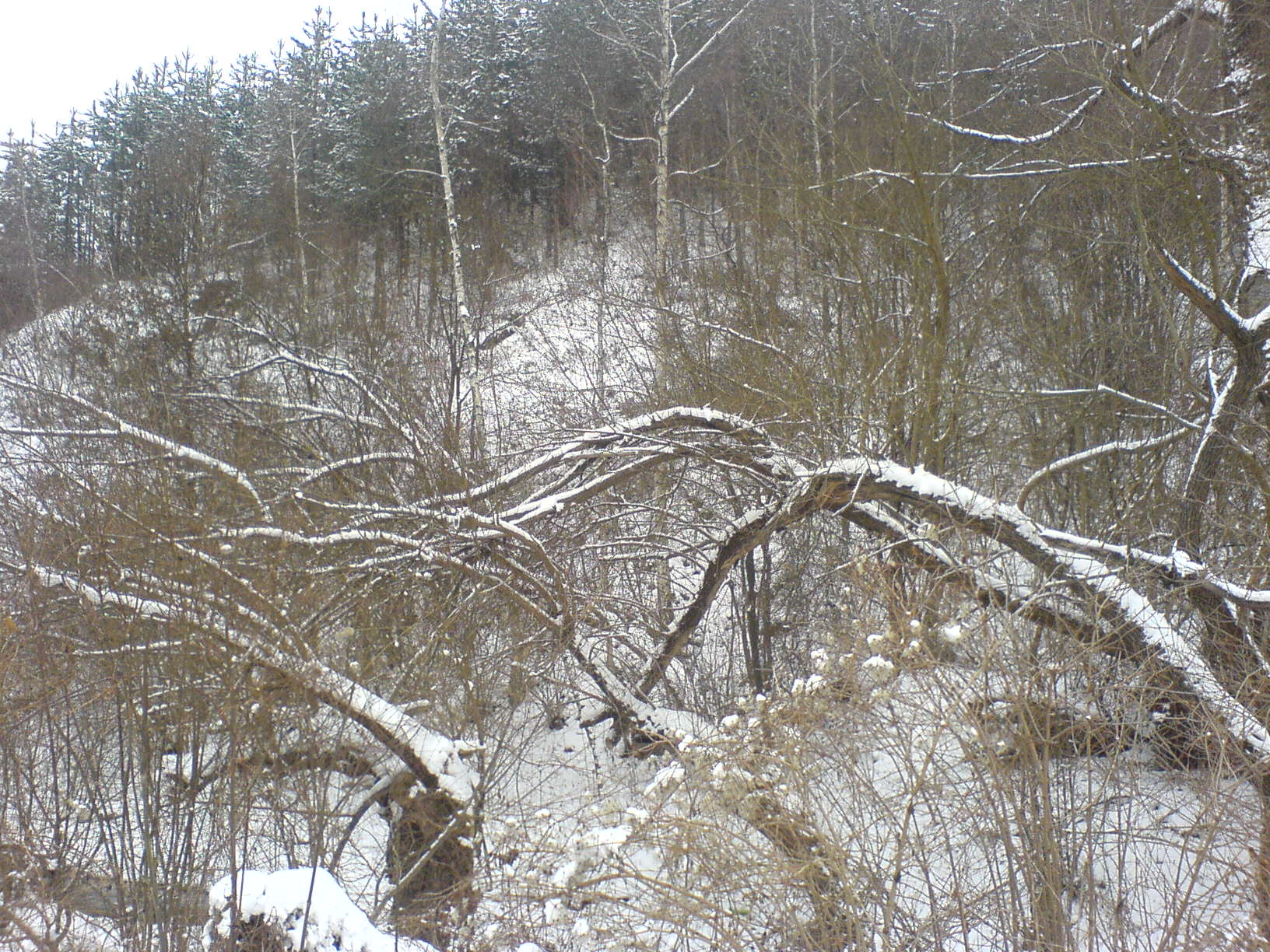
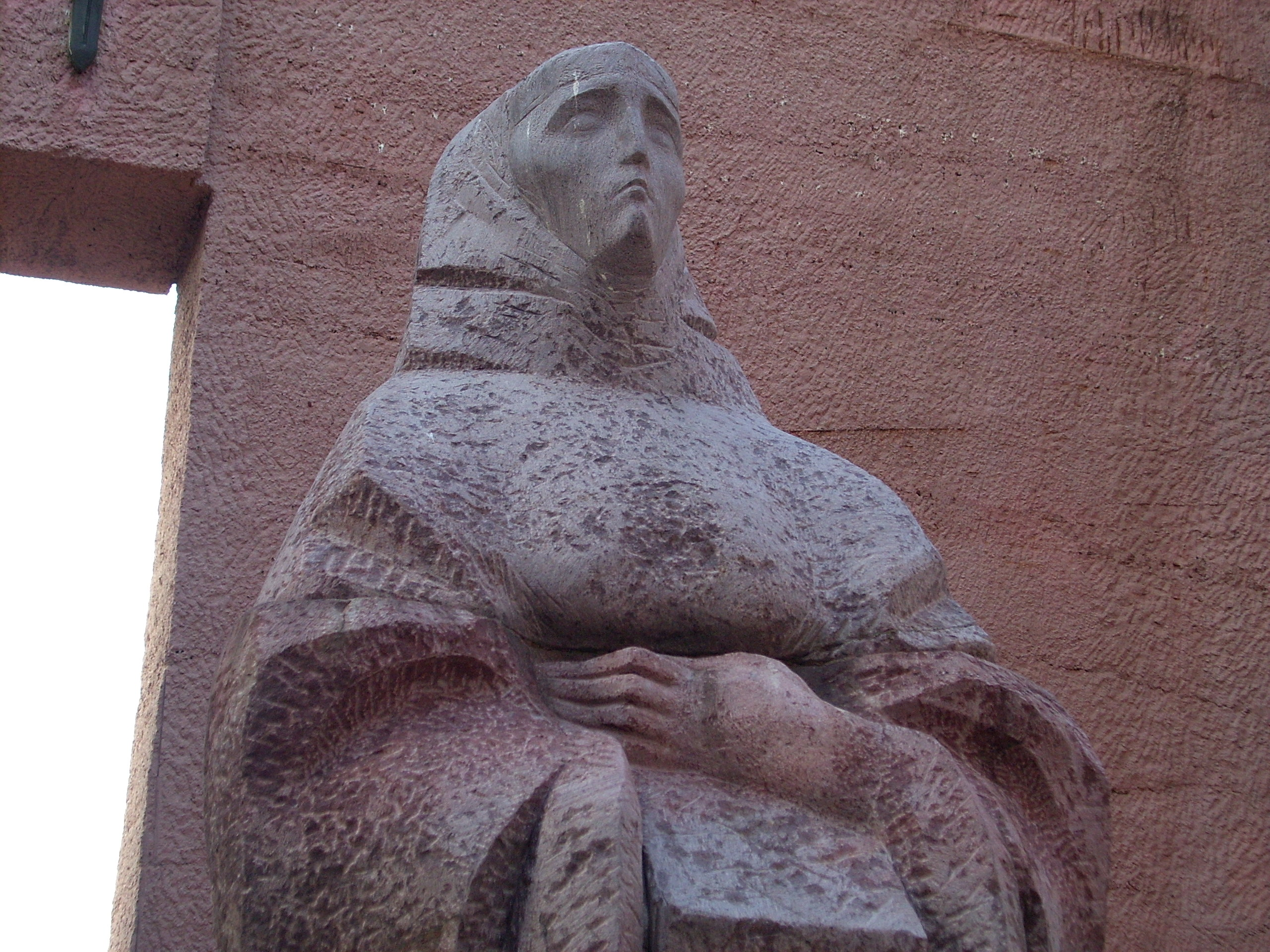

## Политическая ситуация
Гургулят подчиняется непосредственно общине и не имеет своего кмета.
Кмет (мэр) общины Сливница — Георги Сеферинов Георгиев (инициативный комитет  - Георги Сеферинов Георгиев) по результатам выборов.